# 로스 반돌레로스
〈로스 반돌레로스〉(Los Bandoleros)는 2009년 공개된 미국의 단편 영화로, 분노의 질주 시리즈에 속판 작품이다. 《분노의 질주: 더 오리지널》의 프리퀄격의 내용으로, 1편 《분노의 질주》에서 도주한 도미닉 토레토의 이후 행적을 다루었다. 도미닉 역의 빈 디젤이 직접 각본을 쓰고 연출했다.

## 줄거리
도미닉 토레토는 도미니카 공화국에서 도망자 신세로 5년을 보내던 중, 동료 테고 레오를 감옥에서 탈출시키기 위해 한 루와 리코 산토스를 영입한다. 이들은 지역 정치인 엘비스와 접촉하여 유류 탱크 트럭 강탈 계획을 세운다. 엘비스는 이 사건을 정치적 이득을 위해 이용하려 하고, 도미닉과 그의 일당은 탈취한 연료를 리코의 고모인 라비아와 지역 사회에 나누어주려는 목적을 가지고 있다.
도미닉의 친구 카라와 말로도 합류하여 클럽에서 엘비스와 만나 다음 날 아침 고속도로에서 강탈을 실행하기로 한다. 이후 도미닉은 연인 레티 오티즈의 갑작스러운 등장에 놀라고, 해변에서 재회하며 둘 사이의 로맨스가 다시 시작된다. 이 영화는 도미닉이 범죄를 저지르면서도 지역사회를 돕는 모습을 보여주며, 다음 시리즈로 이어지는 중요한 연결고리 역할을 한다.

## 출연진
- 빈 디젤 - 도미닉 토레토
- 미셸 로드리게즈 - 레티 오티즈
- 성 강 - 한
- 테고 칼데론 - 테고 레오
- 돈 오마르 - 리코 산토스
- 후안 페르난데스 - 엘비스